# Berkum (wijk)
Berkum (Nedersaksisch: Bärkum of Berkum) is een wijk en buurt van de stad Zwolle in de Nederlandse provincie Overijssel. Berkum bestaat uit Berkum, Veldhoek, Bedrijventerrein de Vrolijkheid en kantorenterrein Oosterenk.
De wijk ligt ingeklemd tussen de Overijsselse Vecht, de Nieuwe Vecht en de A28. Een groot deel van de inwoners bestaat uit mensen van 65 jaar en ouder (1152). De laatste jaren komen er steeds meer jonge gezinnen bij. De voetbalvereniging VV Berkum heeft hier haar thuisbasis.

## Geschiedenis
Berkum was vanouds een buurtschap buiten Zwolle. Er zijn naamsveranderingen opgetekend, zoals Barkmen (1233?), Bircmede (1364), Berkman (1456), Berchem (1781), Berkmen (1801) en Berkum (1840). De naam Bircmede of Berckmede stamt uit de 16e eeuw en zou verwijzen naar een weidegebied met berken. Als de oude vorm uit 1233 klopt, dan heeft het gebruik van '-men' en '-mede' al vroeg gewisseld.

### Havezates Campherbeek en Kranenburg

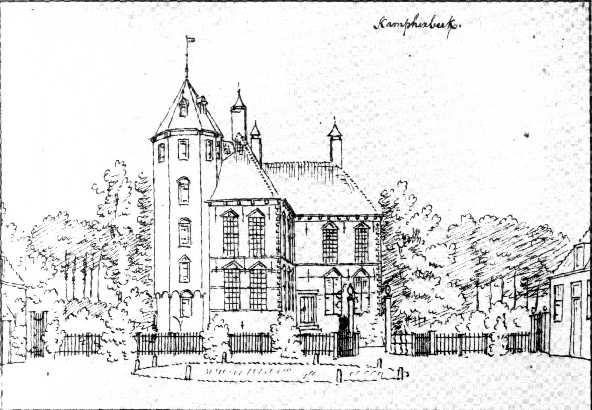
Campherbeek op een prent uit 1729 van Abraham de Haen

In Berkum hebben de havezates Campherbeek en Kranenburg gestaan. Campherbeek werd gebouwd door Steven Campherbeek, drost van Salland. Rond 1700 was het kasteel op zijn hoogtepunt; het is een L-vormig gebouw met een zeskantige toren, met aan weerszijden een opstal. In de daaropvolgende twee eeuwen werd het kasteel aangepast en ten slotte afgebroken. 
Een gelijknamige basisschool staat ongeveer op de plek waar de havezate heeft gestaan; ook de doorgaande weg, de Campherbeeklaan herinnert eraan.

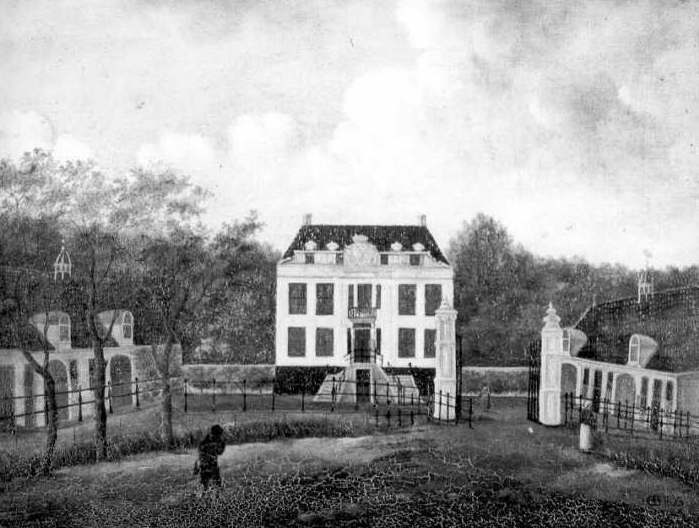
Schilderij van de havezate Kranenburg (1840)

De havezate Kranenburg, met bijbehorend landgoed, lag op de plek waar nu de Algemene Begraafplaats Kranenburg ligt. De eerste vermelding stamt uit 1471, toen de familie Campherbeek eigenaar was. Daarna was het landgoed eigendom van het geslacht Mulert. In 1580 hebben de terugtrekkende troepen van de Graaf van Rennenberg de havezate geruïneerd. Tekeningen van Gerard ter Borch de jonge uit 1633 tonen de ruïne. In 1642 kocht Rutger van Haersolte het landgoed. Hij liet de ruïne afbreken en bouwde er een nieuw huis. De familie Vos de Wael, sedert de 19e eeuw eigenaar van het landgoed, gebruikte het vooral voor de jacht. In 1844 zijn de gebouwen gesloopt; de toegang tot het landgoed, de Prinsenpoort, is van plek verhuisd en opgenomen in de tegenwoordige begraafplaats.

### De Berkumerbrug
Over de Vecht bij Berkum werd in 1451 de Berkumerbrug aangelegd door de stad Zwolle en het klooster Agnietenberg. De Vecht was van belang voor Zwolle omdat al het handelsverkeer vanuit het huidige Duitsland en vanuit het noorden gebruik maakten van deze rivier.

### Zwollerkerspel en de moderne wijk
Voordat Berkum bij de gemeente Zwolle kwam, hoorde het bij de gemeente Zwollerkerspel (1802-1967), die bestond uit de om Zwolle heen gelegen dorpen en gemeenschappen. Zwollerkerspel omvatte het vroegere schoutambt van Zwolle. In de 20e eeuw wilden veel mensen uit de stad Zwolle in het buitengebied wonen. Na de Tweede Wereldoorlog zijn derhalve veel woningen bijgebouwd, waaronder de tegenwoordige wijk Berkum. Door de randligging van Berkum en het groengebied tussen de wijk en centraal Zwolle wordt er nog vaak over Zwolle en Berkum als verschillende entiteiten gesproken.

## Fotogalerij

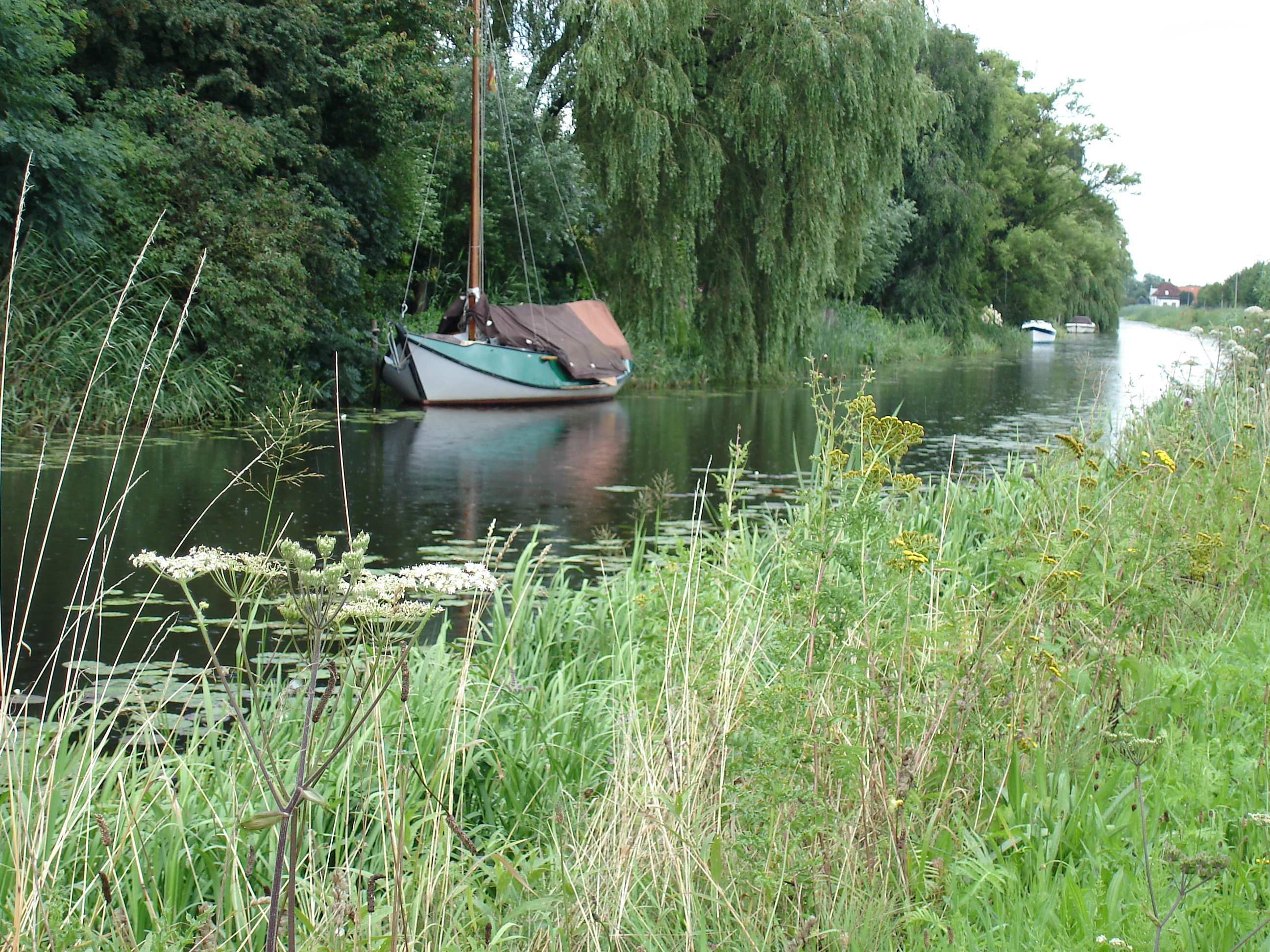
De Nieuwe Vecht bij Berkum
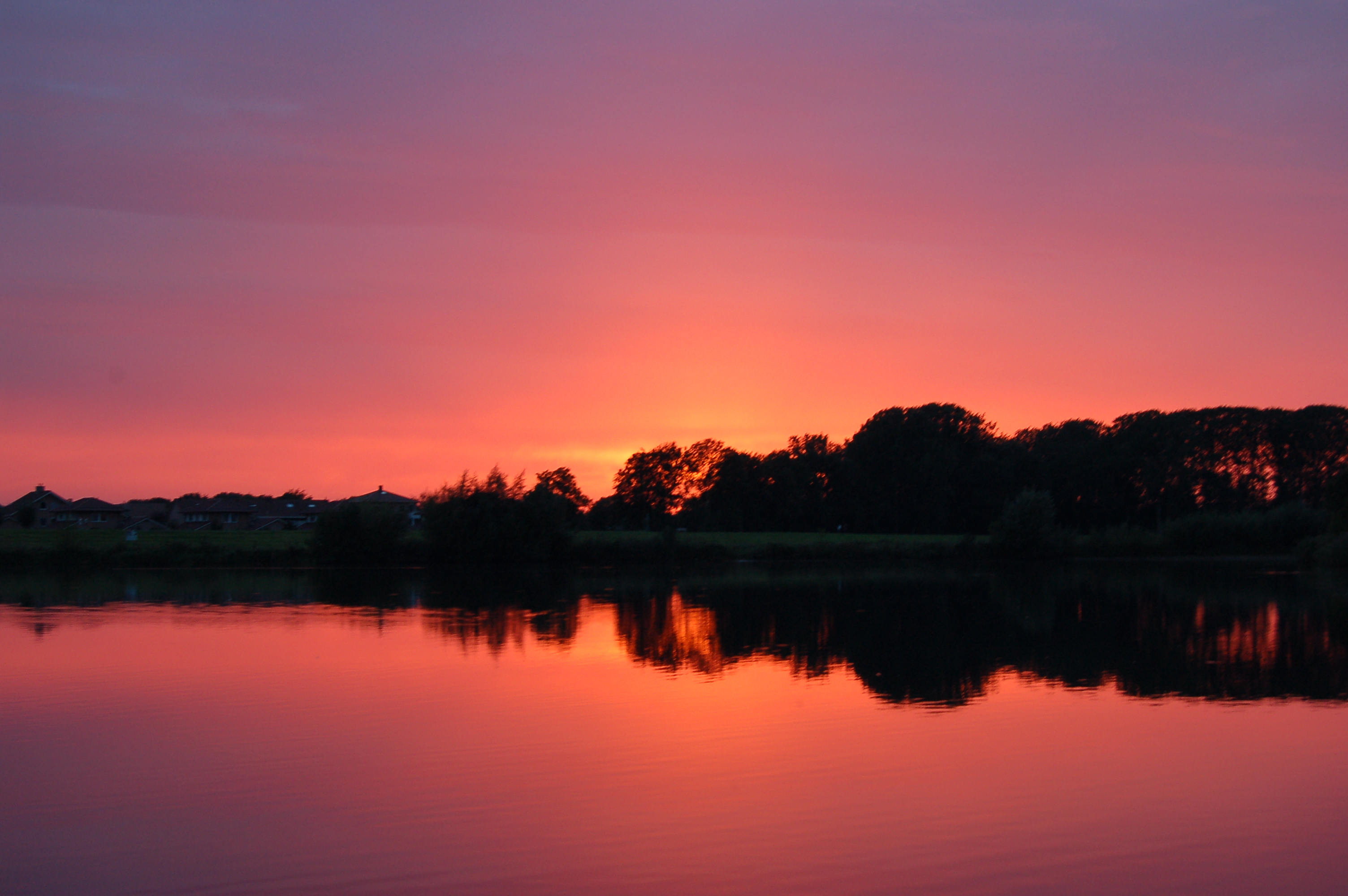
Berkumer Kolk, een kolk